# Quarient

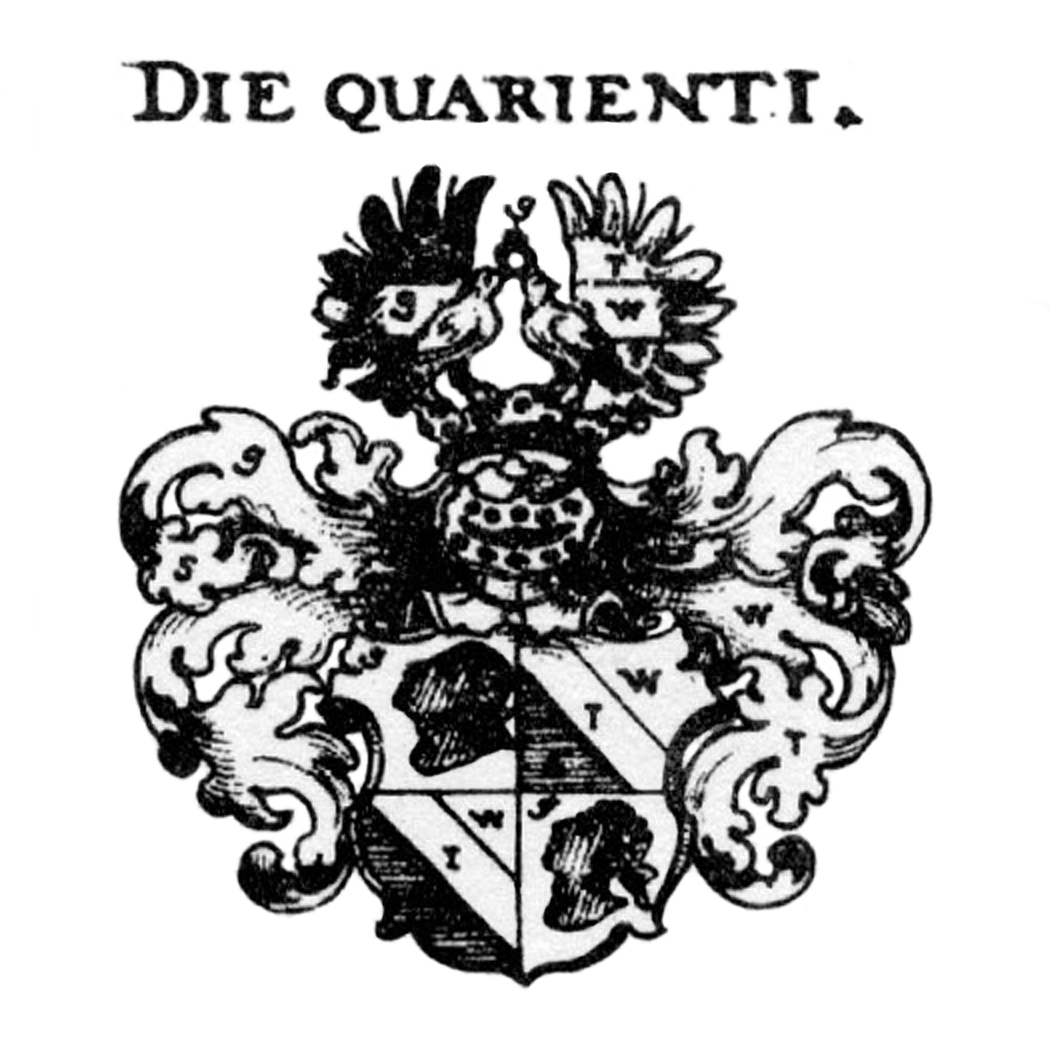
Wappen der Quarienti

Die Quarient von Rall (italienisch Quarienti, Guarienti) waren ein trientinisches Adelsgeschlecht, mit Stammsitz in Rallo im Nonstal. Der Zweig Guarienti von Rall zu Seregnano und Malosco erhielt 1716 das Grafendiplom und ist 1820 im Mannesstamm erloschen. Möglicherweise bestand eine Stamm- jedoch nicht Wappenverwandtschaft zu den Cristani von Rall. Vermeintlich wurde eine Abstammung von den Conte und Marquise di Guarienti aus Verona hergeleitet, deren Wappen sich aber völlig unterscheidet.

## Geschichte
Herkunftsort war das Gut Rallo bei Tassullo ihm ehemaligen Landgericht Cles. Die alte, freie Familie der Herren von Rallo teilte sich Ausserer zufolge zu Beginn des 15. Jahrhunderts in zwei Linien, den Guarenti und Cristani benannt nach ihren jeweiligen Stammvätern. Beide Familien sollen aus unbekannten Gründen im Zwist gelegen sein, worauf 1465 sogar Herzog Sigmund intervenierte. Die Quarient von Rall bezogen sich mehrmals auf eine vermeintliche Abstammung von den „Marquisen Guarienti“ aus Verona. Letztere Familie saß dort schon 1405 im „Nobile Consiglio“ und wurde 1582 zu eines der edelsten Geschlechtern Veronas gezählt. 1714 erhielt ein Zweig der Veroneser Guarienti den Titel Conte, sowie am 30. August 1787 auf Beschluss des venezianischen Senates den Titel Marchese. Im Gegensatz zu den Trienter, führten die Veroneser als Wappen: „In Silber einen aufsteigenden roten Ochsen, belegt mit einem goldenen, mit drei blauen Sternen belegten Schrägbalken“.

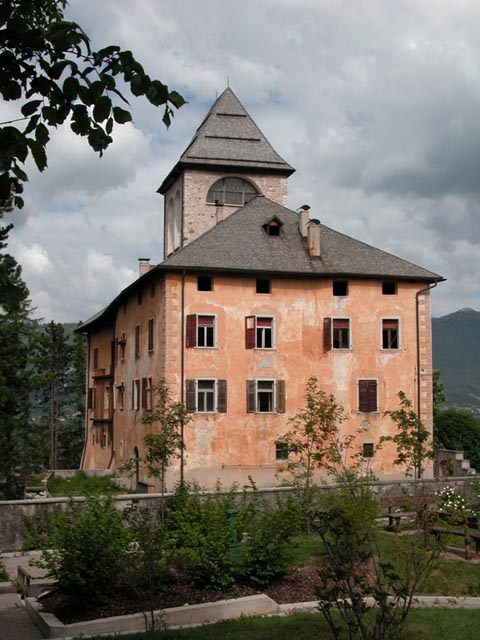
Castel Malosco

Die Quarient erscheinen erstmals urkundlich 1460 mit dem Bürger von Trient Hanns Guarienti, der sich bei der Niederschlagung eines Bauernaufstandes verdient machte und mit dem Kirchenbann belegt wurde. Von seinen Söhnen diente Simon († 1561) 1500 als Rat Bischofs Bernhard von Trient, dem 1528 ein Wappenbrief verliehen wurde, sowie Johann II., der den Stamm mit seinen Söhnen Johann III. und Blasius fortsetzte. Letztere erhielten dem Diplom von 1697 zufolge, 1548 ein adliges Wappen. Johann III. wurde am 3. April 1557 von Kaiser Ferdinand I. in den Reichsadelsstand erhoben. Hieronymus von Guarient kämpfte 1557 als Obrist für Ferdinand I. Zum kaiserlichen Hauptmann aufgestiegen erhielt er am 11. Februar 1561 eine Wappenbesserung und das Prädikat „von und zu Soragnän“. 1576 kaufte er Castel Malosco auf dem Nonsberg. Am 23. November 1567 erlangte Johann IV. Guarienti von Rallo die Eintragung in die Tiroler Adelsmatrikel. Johann von Quarient diente als Hauptmann von Philipp II. von Spanien und später unter Kaiser Matthias als Obrist der Stadtgarde zu Wien. Der in Niederösterreich ansässige Franz Anton von Quarient († 1713) fungierte als kaiserlicher Hofkriegsrat, geheimer Referendar und niederösterreichischer Land-Untermarschall, den Kaiser Leopold I. mit dem Titel "Edle Herren von Guarinet und Rall" in den Reichsritterstand erhob. Ignatius Christoph Freiherr von Guarient und Räal war kaiserlicher Hofkriegsrat und 1698 Abgesandter nach Moskau und 1706 zur Pforte. Am 13. Dezember 1702 erfolgte für Franz Anton und Christoph Ignaz die Aufnahme unter die niederösterreichischen Rittergeschlechter. Am 2. Mai 1716 erhob Kaiser Karl VI. den oberösterreichischen Regimentsrat Karl Joseph Guarienti von Rall zu Serigano und Malosco (* 1674) in den erbländischen Grafenstand. Mit seinem Nachkommen Hieronymus Michael Felix Graf Guarienti ist die Tiroler Linie im Mannesstamm erloschen.

## Wappen
- Blasonierung: Schild geviert: Feld 1 und 4 gold mit einem Mohrenkopf mit Kopfbinde. Im Feld 2 und 3 schräg geteilt weiß, rot und schwarz. Oben ein gekrönter offener Helme mit offenen Flügeln, der rechte schwarz mit einem goldenen Balken, der linke rot mit einem silbernen Balken, dazwischen auf der Krone zwei Turteltauben, die einen goldenen Ring[8] halten. Die Helmdecken sind rechts schwarz und Gold, links Silber und rot vermischt.

## Persönlichkeiten
- Franz Anton von Quarient und Raal († 1713), niederösterreichischer Land-Untermarschall